# Platanthera kwangsiensis
Platanthera kwangsiensis är en orkidéart som beskrevs av Kai Yung Lang. Platanthera kwangsiensis ingår i släktet nattvioler, och familjen orkidéer. Inga underarter finns listade i Catalogue of Life.